# Vol 5022 de Spanair
El 20 d'agost de 2008 es va produir un accident en l'Aeroport de Madrid-Barajas. El vol JK 5022 de Spanair (vol en codi compartit amb Lufthansa LH255) no va completar amb èxit la maniobra d'enlairament, i es va estavellar en el mateix aeroport. Es tractava d'un avió McDonnell Douglas MD-82, amb ruta Madrid-Las Palmas de Gran Canaria i amb 164 passatgers a bord més nou tripulants.
154 persones van morir en l'accident, sis de les quals de camí a l'hospital, una la mateixa nit i una altra a l'hospital tres dies després. A l'avió hi viatjaven aproximadament 173 passatgers i 9 tripulants, d'entre els quals 2 nadons. A la terminal T4 de l'aeroport s'hi desplaçaren l'alcalde de Madrid, Alberto Ruiz-Gallardón, la ministra de Foment, el ministre de l'Interior, entre d'altres. Als ferits se'ls traslladà a l'Hospital Universitari de La Paz, a Madrid.
Feia 25 anys que no es produïa un accident d'aquestes magnituds a l'Aeroport de Madrid-Barajas.
També s'habilità un telèfon pels familiars dels afectats: +34 800 400 200.

## Accident

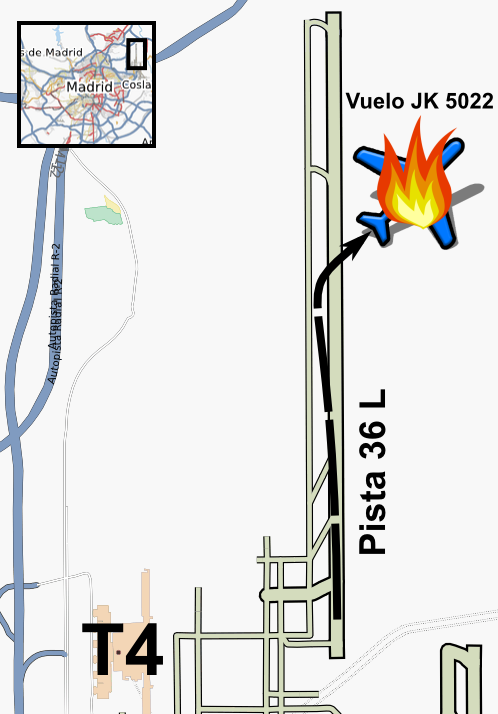
Lloc de l'accident

L'accident es va produir a les 14:15 (hora local) al moment de l'enlairament, segons Spanair. Altres fonts diuen que l'hora real de l'accident va ser les 14:25 (hora local). L'avió amb matrícula EC-HFP (número de sèrie del fabricant 53148, número de la línia Douglas 2142), batejat «Sunbreeze», havia sigut entregat a Korean Air el 18 de novembre de 1993 i va ser adquirit per Spanair el juliol de 1999. Transportava un total de 172 persones, de les quals 162 eren passatgers, 4 tripulants en moviment i 6 tripulants de vol.
El vídeo fet per l'autoritat aeroportuària AENA no mostra explosió del motor ni incendi mentre el MD-82 de Spanair estava enlairant-se. L'avió va girar aleshores a la dreta, va ser incapaç de mantenir una velocitat aèria suficient per evitar perdre altura i es va estavellar, trencant-se almenys en dues parts que van ser destruïdes a causa de la posterior explosió. Spanair va informar que el pilot havia intentat i avortat anteriorment l'eixida degut a un sensor que marcava una temperatura excessiva a una presa d'aire, retrasant l'eixida en més d'una hora. Es va tornar a intentar l'enlairament, durant el qual va ocórrer el fatal accident.
El vol era també un codi compartit de l'Star Alliance operat en nom de Lufthansa com LH 2554. Set passatgers amb bitllet d'eixa companyia tenien reserva. Quatre dels passatgers de Lufthansa eren alemanys, però encara no se sap el nombre d'eixos passatgers que van pujar a l'avió.

## L'operació de rescat
Un total de 230 sanitaris es van desplaçar al lloc de l'accident així com 170 policies municipals i 70 bombers de l'Ajuntament de Madrid que van aconseguir apagar l'incendi cap a les 16:30. A més, la Comunitat de Madrid va desplaçar 150 agents sanitaris, mentre que als hospitals La Paz, Ramón y Cajal, Doce de Octubre, Infanta Elena i Niño Jesús n'hi va haver mig miler més per a atendre als ferits. En la feina hi van col·laborar quatre helicòpters i cinc unitats de bombers. A més la Creu Roja va enviar 22 ambulàncies per a socórrer a les víctimes.
L'Ajuntament habilità el pavelló número 6 a l'IFEMA, per a acollir a les víctimes, com es va fer després dels atemptats de l'11-M.
El trànsit aeri es va interrompre temporalment fins a les 16:00.

## L'accident a la televisió
L'accident fou emès a totes les cadenes televisives, ja que a l'hora que s'esdevenia l'accident començava la majoria d'informatius (a les tres). Però foren TVE1, TV3 o 3/24 i Telecinco, molt més tard, les cadenes de no pagament que van oferir les primeres reaccions a peu d'aeroport.
TV3 a les 23:05 d'aquell dia va emetre un "Especial: Accident a Barajas".

## Causes
Gairebé un any després de la catàstrofe, la Comissió d'Investigació d'Accidents i Incidents d'Aviació Civil publicà un informe provisional on determinà que es varen produir una sèrie d'errors tècnics i humans. Concretament especifica que l'avió s'enlairà amb els flaps plegats i que no es difongueren les mesures de seguretat a tota la tripulació de bord. El sindicat de pilots SEPLA qualificà l'informe d'amarg i decebedor, per tenir un contingut pobre i incomplet.